# Stephanie Burt
Stephanie Burt (nata Stephen Burt) (1971) è una critica letteraria statunitense, attualmente professoressa ad Harvard. The New York Times la ha definita uno dei critici della poesia più influenti della sua generazione.
Deve la sua fama all'aver coniato l'espressione "Elliptical poetry" ("Poesia ellittica") in un saggio del 1998 sulla poetessa Susan Wheeler e, più recentemente (2009), a "The New Thing": entrambe le categorie sono state applicate a poeti americani.

## "Poeti ellittici"
Elliptical poets try to manifest a person-who speaks the poem and reflects the poet-while using all the verbal gizmos developed over the last few decades to undermine the coherence of speaking selves. They are post-avant-gardist, or post-'postmodern': they have read (most of them) Stein's heirs, and the 'language writers,' and have chosen to do otherwise. Elliptical poems shift drastically between low (or slangy) and high (or naively 'poetic') diction. Some are lists of phrases beginning 'I am an X, I am a Y.' Ellipticism's favorite established poets are Dickinson, Berryman, Ashbery, and/or Auden; Wheeler draws on all four. The poets tell almost-stories, or almost-obscured ones. They are sardonic, angered, defensively difficult, or desperate; they want to entertain as thoroughly as, but not to resemble, television.
Cioè, un "poeta ellittico" utilizza un linguaggio vario, che ricorre anche e soprattutto alle nuove espressioni post-moderne; tale linguaggio può essere espresso in forme semplici o complesse, esprimendo così tutta la varietà di sentimenti ed emozioni, e vuole trattenere il lettore, similmente, ma non troppo, a come fa la televisione. Alla definizione iniziale ha aggiunto: good at describing information overload. Oltre alla Wheeler, Burt riporta come esempi Liam Rector, Lucie Brock-Broido, Mark Ford e Mark Levine.
Sebbene tale definizione sia per Tony Hoagland abbastanza generica, tuttavia riconosce a Burt di aver saputo rintracciare l'ispirazione comune di un vasto gruppo di poeti. La poetessa Carolyn D. Wright - anch'ella definita "ellittica" - si è detta poco entusiasta di tale definizione: le sembra infatti più appropriata per autori che non trovano una loro precisa collocazione

## "The New Thing"
Nel 2009 Burt ha scritto il saggio The New Things per spiegare una seconda categoria di poeti americani, "The New Thing": The poets of the New Thing observe scenes and people (not only, but also, themselves) with a self-subordinating concision, so much so that the term “minimalism” comes up in discussions of their work...The poets of the New Thing eschew sarcasm and tread lightly with ironies, and when they seem hard to pin down, it is because they leave space for interpretations to fit...The new poetry, the new thing, seeks, as Williams did, well-made, attentive, unornamented things. It is equally at home (as he was) in portraits and still lifes, in epigram and quoted speech; and it is at home (as he was not) in articulating sometimes harsh judgments, and in casting backward looks. The new poets pursue compression, compact description, humility, restricted diction, and—despite their frequent skepticism—fidelity to a material and social world. They follow Williams's “demand,” as the critic Douglas Mao put it, “both that poetry be faithful to the thing represented and that it be a thing in itself.” They are so bound up with ideas of durable thinghood that we can name the tendency simply by capitalizing: the New Thing... Reference, brevity, self-restraint, attention outside the self, material objects as models, Williams and his heirs as predecessors, classical lyric and epigram as precedents: all these, together, constitute the New Thing Cioè, si tratta di poeti materialisti dal linguaggio più quotidiano, consapevoli della materialità del sistema capitalistico che ne costituisce la quotidianità. Loro modelli sono il già citato Williams, la Stein, Robert Creeley e George Oppen. Rae Armantrout è forse il poeta più famoso che Burt associa a "The New Thing"

## Pubblicazioni
- The Art of the Sonnet (with David Mikics) (Harvard University Press, 2010)
- Close Calls with Nonsense: Reading New Poetry (Graywolf Press, 2009)
- The Forms of Youth: Twentieth-Century Poetry and Adolescence (Columbia University Press, 2007)
- Parallel Play (Graywolf Press, 2006)
- Randall Jarrell on W.H. Auden (Columbia University Press, 2005)
- Randall Jarrell and His Age (Columbia University Press, 2002)
- Popular Music (CLP/ Colorado, 1999)